# 68
68 је била преступна година.

## Догађаји
- Веспазијан је подигао логор код Јерихона и освојио све околне градове и села.
- Смрт гувернера Доње Германије Фонтеја Капитона.
- Неронов повратак у Напуљ и Рим као победник игара. Пропретор Лузитанске Галије Гај Јулије Виндекс и гувернер Шпаније Галба побунили су се против Нерона. Галбу су његове трупе прогласиле за цара. Виндекс, Ото и други гувернери су стали на Галбину страну.
- Вергиније, командант немачких легија у Галији, изјавио је да Сенат треба да изабере цара. Вергиније је победио Виндекса у бици. Виндекс је извршио самоубиство. Преторијанци напуштају Нерона, а Сенат га проглашава свргнутим.
- По Нероновом наређењу, Галба ствара Легио Адјутрик у Мисенуму
- Побуна против цара Нерона у Галији коју је предводио римски генерал Јулије Виндекс;
- У пролеће је дошло до побуне легија у Шпанији, која је прогласила за цара гувернера провинције Тараконесис Сервија Сулпиција Галбу; побуну су подржале друге провинције и Галбине трупе су кренуле на Рим;
- Почетком јуна Нерон је, због опасности по живот, побегао из Рима;
- Галба улази у Рим и постаје пуноправни владар Римског царства;
- Сенат потврђује Галбу за цара. Преторијански префект Нимфидије Сабин покушао је да се прогласи за цара, али је одмах убијен. Галба је стигао у Рим и наредио да се Сабинусови пријатељи убију без суђења. Виније, Галбин главни саветник, поштедео је Тигелинов живот за огромно мито.
- Веспазијанови успеси у Јудеји. У провинцијама расте незадовољство против Галбе. Галба поставља Вителија за префекта Доње Германије.
- Луције Клодије Макр, легат легије Августа, проглашава се краљем независног краљевства у Северној Африци и формира легију Макриана либератрик
- Мученичко страдање светог апостола и јеванђелисте Марка, епископа града Александрије
- Прво будистичко светилиште, Храм белог коња, изграђено је у Кини.

### Јун
- 9. јун — Римски цар Нерон извршио самоубиство пошто га је Сенат прогласио непријатељем народа и осудио на смрт.
  - Сенат прихвата Сервија Сулпиција Галбу као новог цара.

## Смрти
- 9. јун — Нерон, римски цар.